# 스포르체스코성 미술관
카스텔로 스포르체스코 미술관(Pinacoteca del Castello Sforzesco, 스포르체스코성 미술관)은 이탈리아 밀라노의 스포르체스코성 박물관 구역에 있는 미술관이다.

## 역사
1878년 개관하였으며 티치아노, 안드레아 만테냐, 카날레토, 안토넬로 다 메시나, 피사넬로, 빈첸초 포파, 조반니 벨리니, 코레조, 베르나르디노 루이니, 로렌초 로토, 틴토레토 등 이탈리아 화가들의 걸작을 비롯하여 230여점 이상의 작품을 전시하고 있다. 전체 소장품 규모는 1,500점이 넘으며 개관 이래 150년 동안 수집가와 시민들의 기증으로 풍부해져왔다.
미술관 전시실 가운데 초반부는 15세기~16세기 종교화에 할애하고 있으며 빈첸초 포파, 보르고뇨네, 브라만티노, 카를로 크리벨리, 베르나르디노 루이니 등 롬바르디아 지역과 이탈리아 르네상스 화가들의 작품들로 구성되어 있다. 이 전시실에는 1497년 안드레아 만테냐 가 그린 〈트리불치오의 성모〉가 전시되어 있다. 참고로 필리포 리피가 그린 동명의 작품도 이 미술관에 소장되어 있다.
후반부는 16세기~18세기 작품들이 전시되어 있으며, 카날레토, 잠바티스타 티에폴로, 베르나르도 벨로토, 티치아노, 틴토레토 등의 화가들이 그린 종교화와 세속화로 구성되어 있다. 이밖에 15세기~16세기 스포르차가 (밀라노 공국의 통치 가문) 일원의 초상화 몇 점도 전시되어 있다.

## 같이 보기
- 스포르체스코성

## 주요 소장품

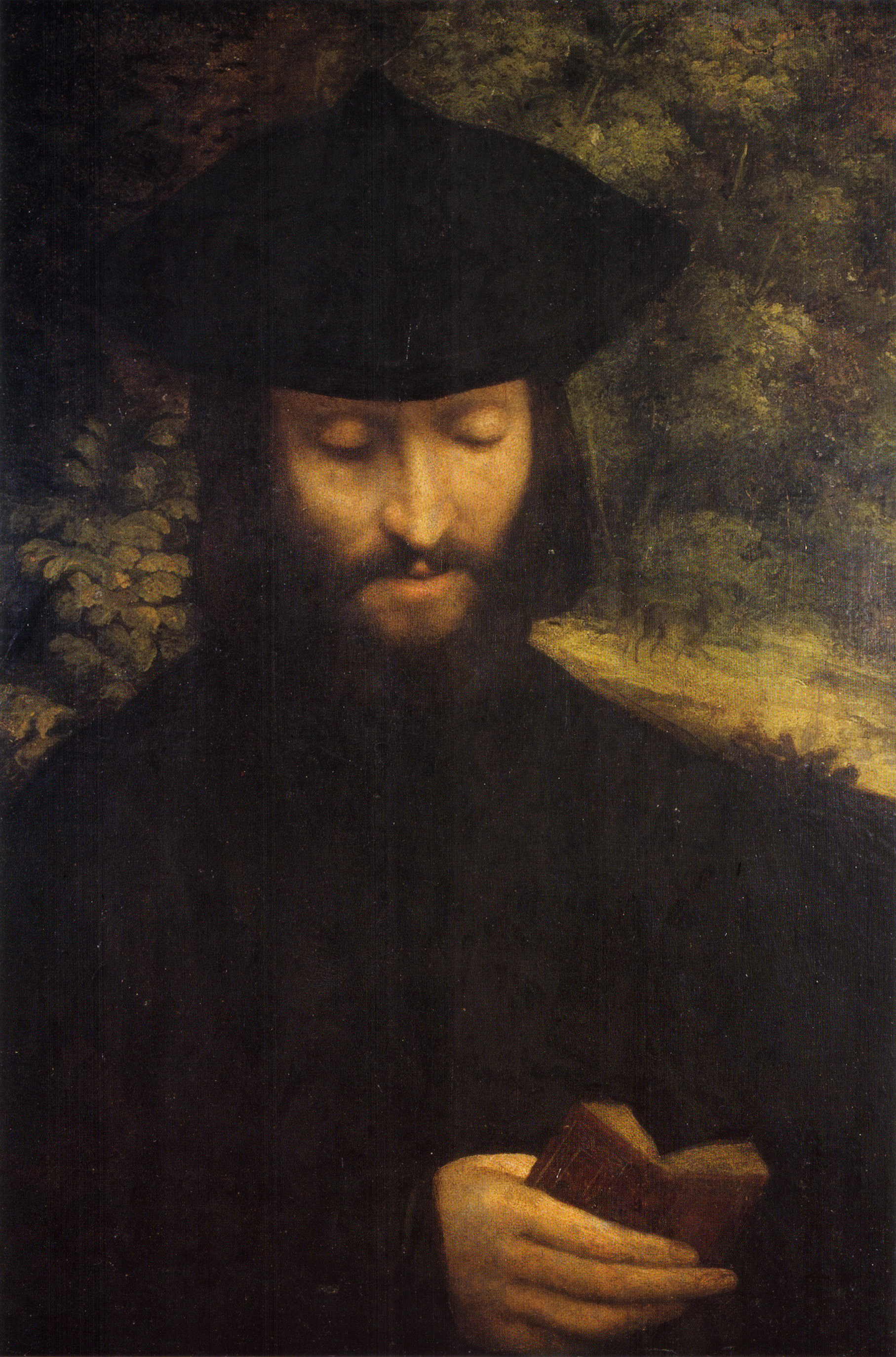
코레조의 〈책을 든 남자의 초상〉(1522년)
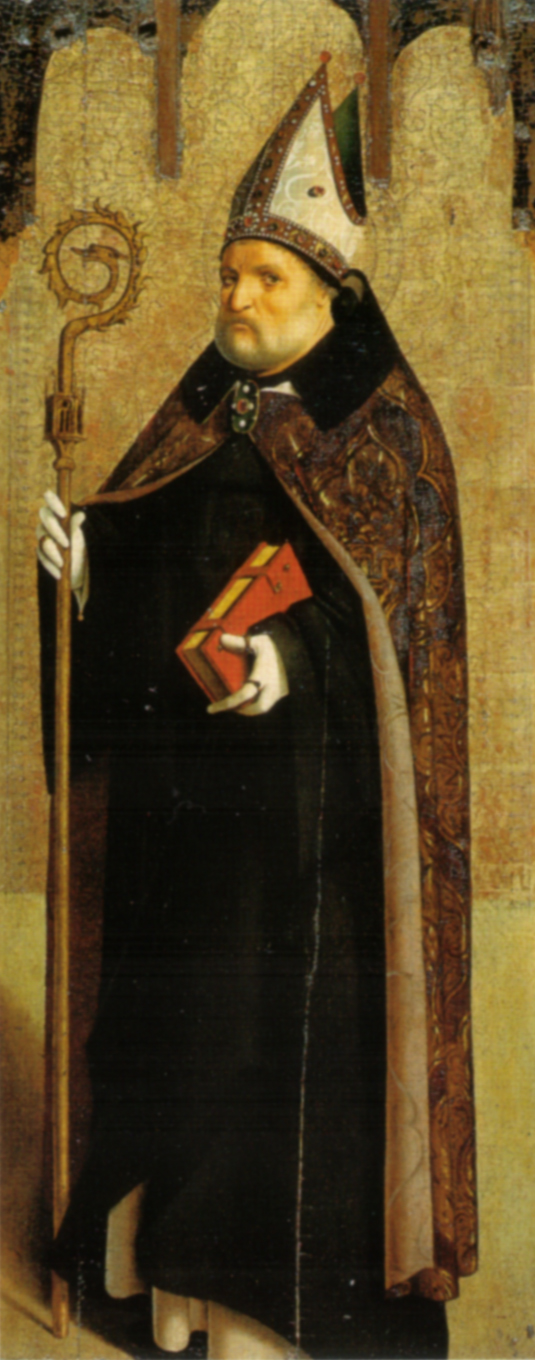
안토넬로 다 메시나의 〈성 베네딕토〉(1470년~1475년)
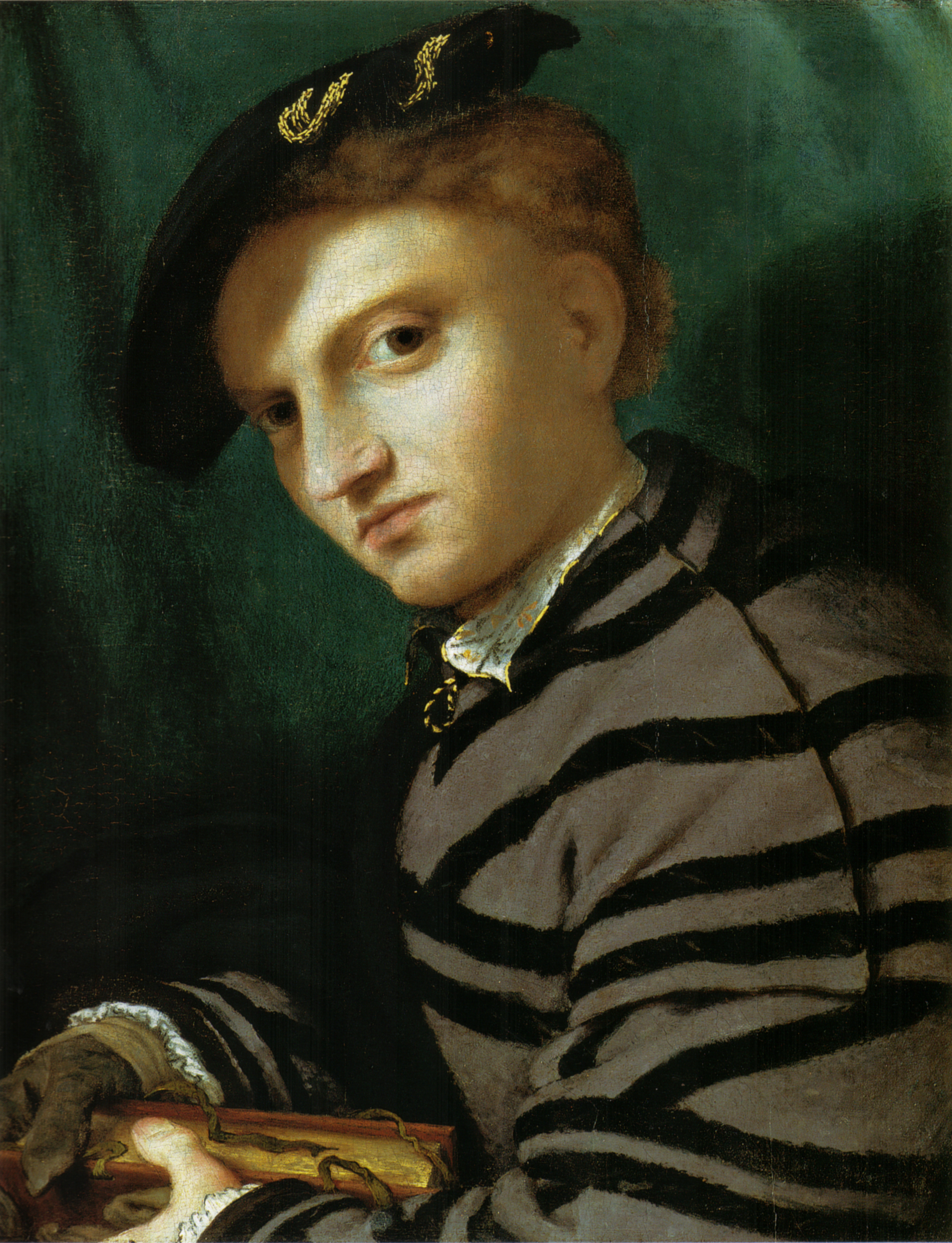
로렌초 로토의〈책을 든 청년〉(1526년)
안드레아 만테냐의〈트리불치오의 성모〉(1497년)
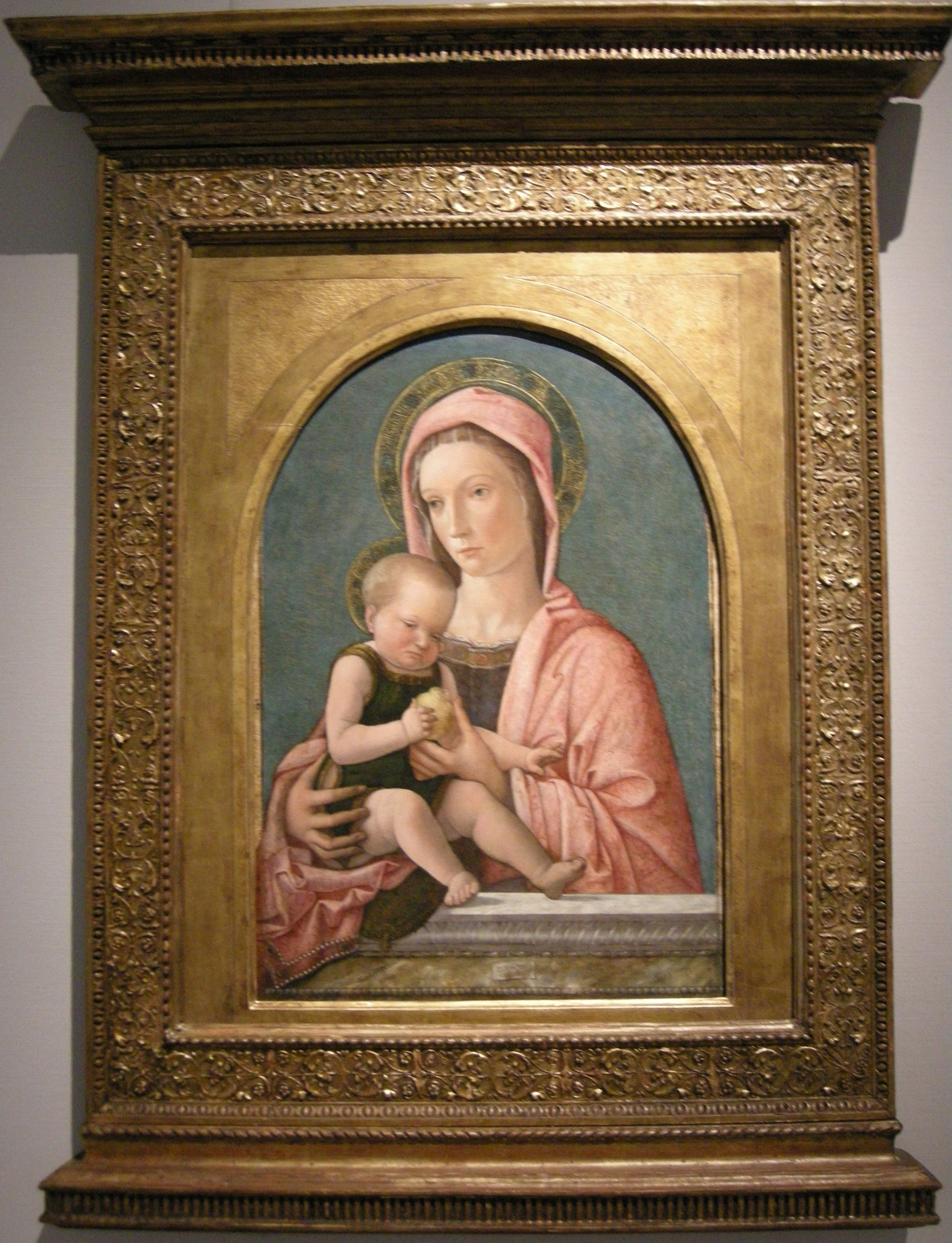
조반니 벨리니의〈성모 마리아와 아기 예수〉(1460년~1465년)
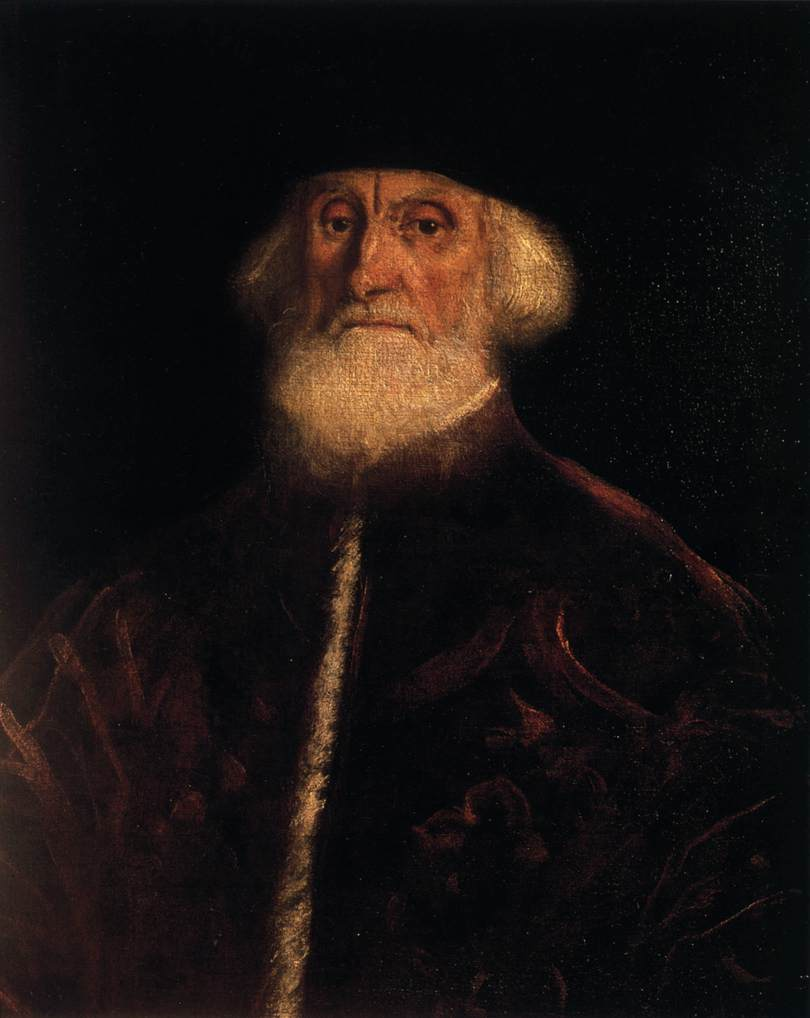
틴토레토의 〈검찰관 야코포 소란초의 초상〉(1550년)
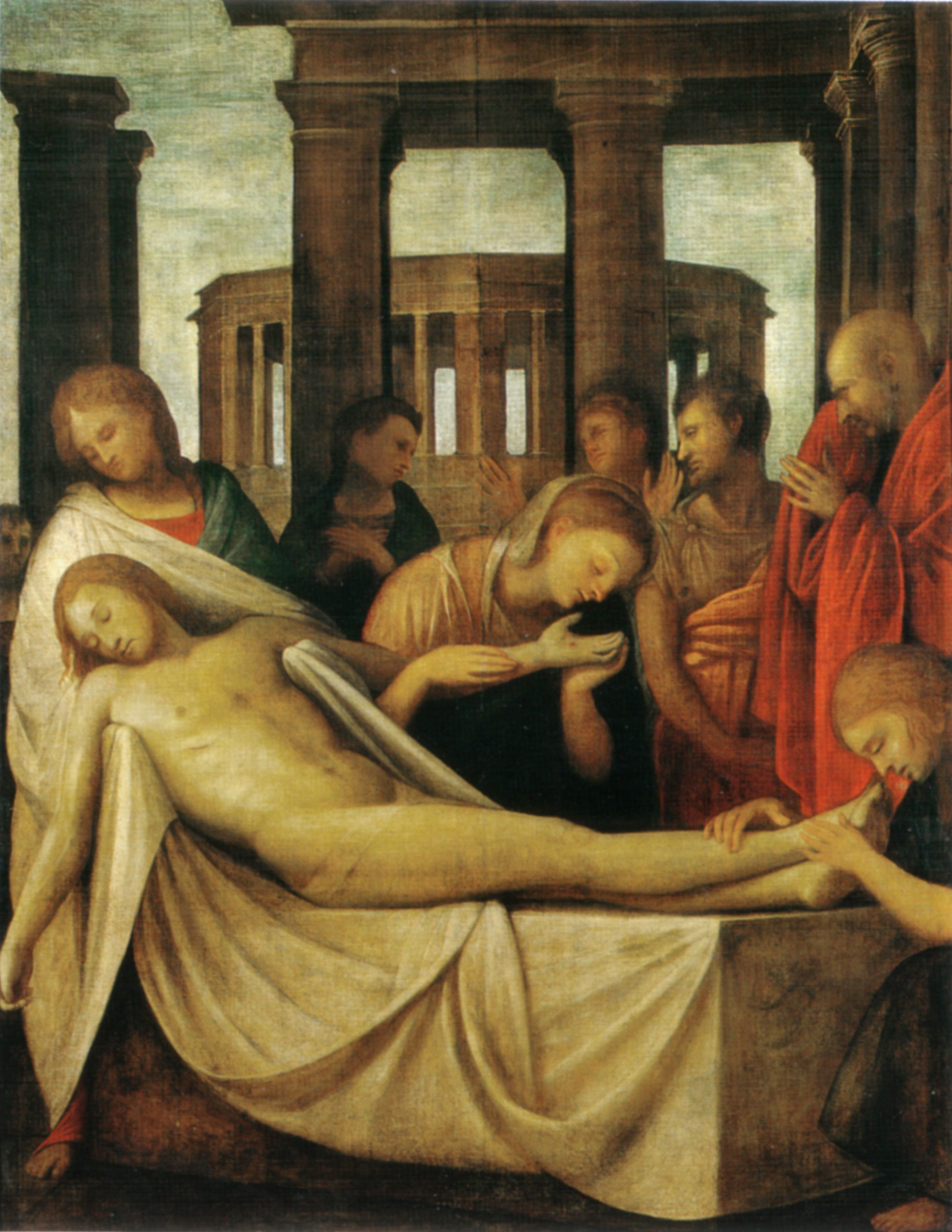
브라만티노의 〈죽은 그리스도에 대한 애도〉(1515년~1520년)
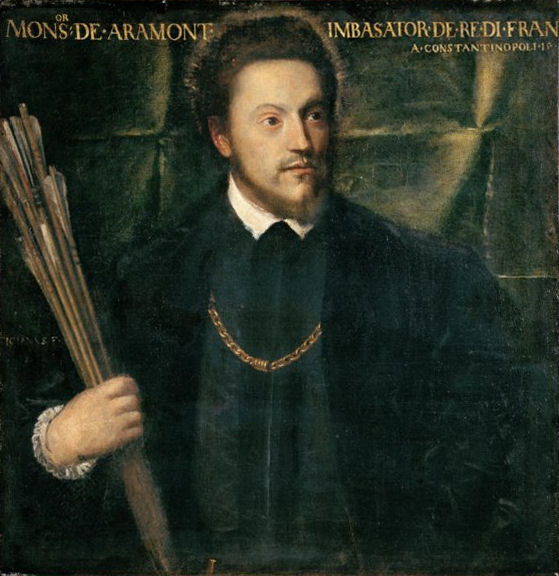
티치아노의 〈가브리엘 드 뤼츠 다라몽의 초상〉(1541년~1542년)
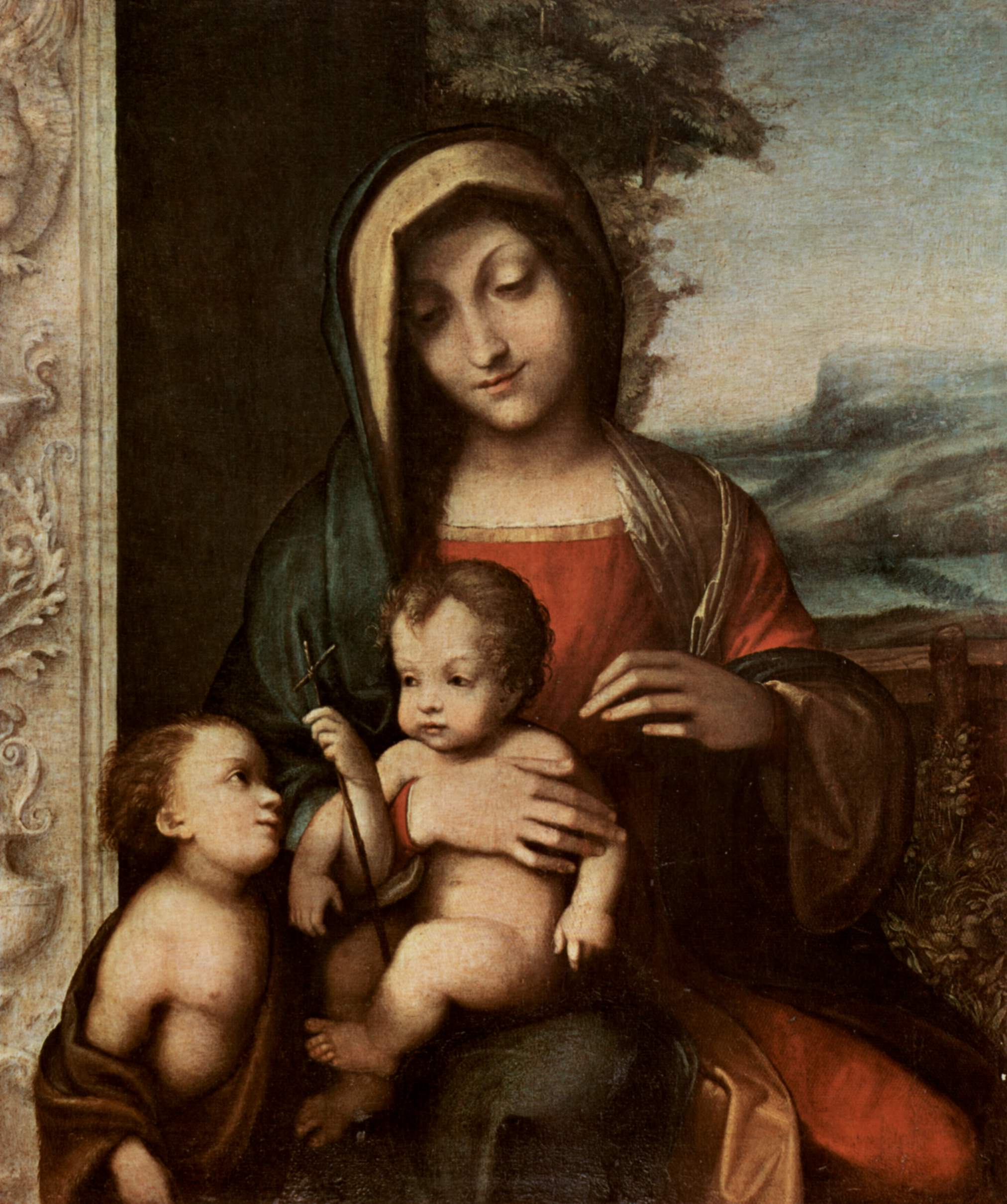
코레조의 〈볼로니니의 성모〉(1517년)